# Реформа письменности
Реформа письменности, реформа графики и орфографии — инициируемое органами власти изменение языковой нормы в сфере графики и орфографии. Может производиться с целью устранения устаревших особенностей письма, затрудняющих усвоение грамоты.
Отмечается, что письмо, наряду с терминологической лексикой, является одной из наиболее подверженных реформированию сторон языковой системы. Однако проекты реформ правописания не всегда находят поддержку у населения и писателей; так, в СССР не удалась попытка реформы 1964 года, вынесенной на общественное обсуждение.
Другая трудность, связанная с реформами письменности, состоит в том, что вместе с облегчением усвоения правил правописания для изучающих грамоту они могут ставить в невыгодное положение лиц, уже владеющих грамотой, и затруднять для будущих поколений знакомство с письменными памятниками прошлого. Так, «современный японец уже не может свободно читать художественную литературу конца XIX и начала XX века».

## Разновидности реформ письменности
Реформы письменности подразделяются на реформы графики и реформы орфографии. В число первых входят создание новой письменности, смена системы письма (к примеру, переход с кириллицы на латиницу или наоборот).

## Известные проведённые реформы
- В КНР — упрощение иероглифов
- В немецком языке — реформа 1996 года
- В португальском языке — реформа 1990 года
- В России — реформа Петра I, реформа графики и орфографии 1918 года
- В Японии — реформы правописания и введение списков кандзи после Второй мировой войны[4]